# Liste von Söhnen und Töchtern der Stadt Baku
Die folgende Liste enthält in Baku geborene Persönlichkeiten, chronologisch aufgelistet nach dem Geburtsjahr. Die Liste erhebt keinen Anspruch auf Vollständigkeit.

## 18. und 19. Jahrhundert

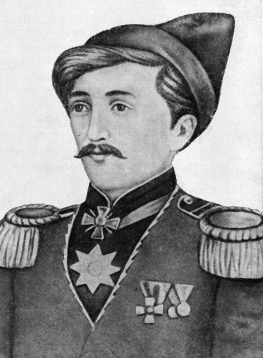
Abbasqulu Bakıxanov
(1794–1847)

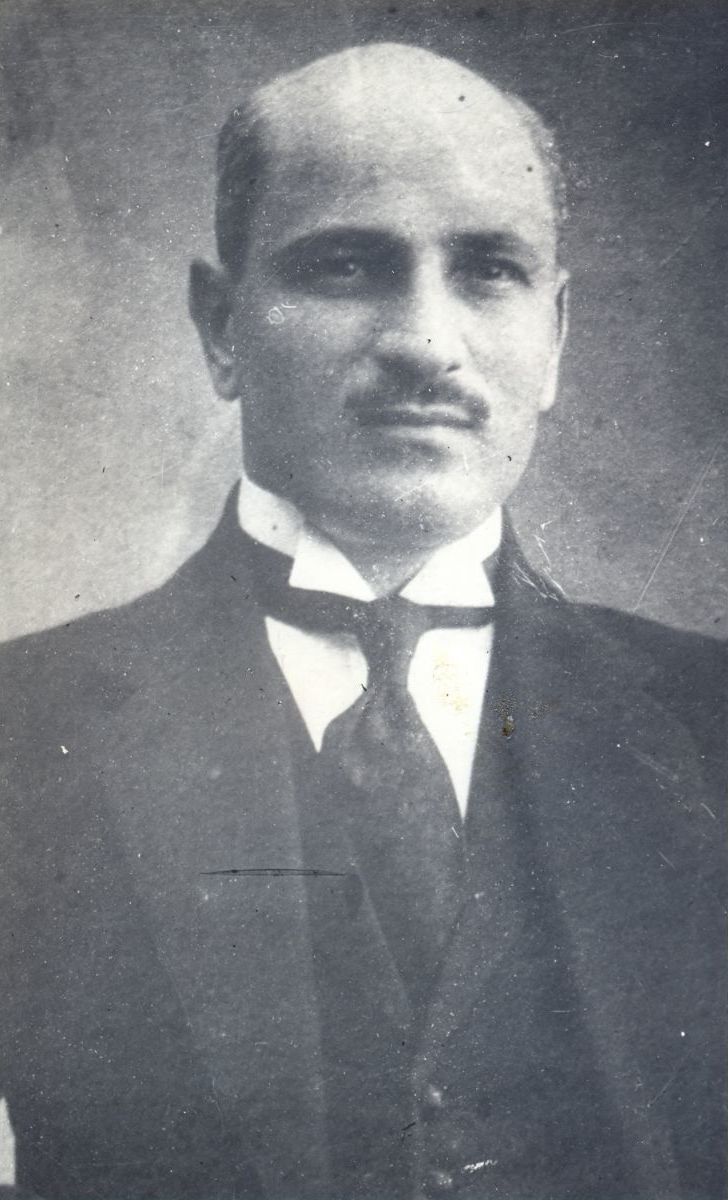
Məmməd Yusif Cəfərov
(1885–1938)

- Abbasqulu Bakıxanov (1794–1847), Schriftsteller, Wissenschaftler, Philosoph und Übersetzer
- Nabat Aşurbəyova (1795–1912), Philanthropin
- Zeynalabdin Taghiyev (1821/23/38–1924), Industrieller und Philanthrop
- Məmmədhəsən Hacınski (1875–1931), Architekt und Staatsmann
- Məşədi Əzizbəyov (1876–1918), Politiker
- Howhannes Adamjan (1879–1932), armenischer Ingenieur und Fernsehpionier
- Hussein Arablinski (1881–1919), Schauspieler und Regisseur
- Arschak Adamjan (1884–1956), armenischer Dirigent, Musikkritiker und Philosoph
- Məhəmməd Əmin Rəsulzadə (1884–1955), Staatsmann
- Matwei Skobelew (1885–1938), russischer Journalist, Ingenieur, Revolutionär, Minister und sowjetischer Politiker
- Məmməd Yusif Cəfərov (1885–1938), Politiker und Staatsmann
- Sidqi Ruhulla (1886–1959), Schauspieler und Theaterregisseur
- John Malcolm Stahl, eigentlich Jacob Morris Strelitsky (1886–1950), US-amerikanischer Filmregisseur und -produzent
- Əhməd Bakıxanov (1892–1973), Tarspieler und Musikpädagoge
- Alexander Kwasnikow (1892–1971), russischer Physiker und Hochschullehrer
- Artemi Chalatow (1894–1938), sowjetischer Parteifunktionär und Verleger
- Mirsa Dawud Gusejnow (1894–1938), Politiker
- Simon Schiffrin (1894–1985), französischer Filmproduzent russischer Herkunft
- Tādsch ol-Moluk (1896–1982), iranische Königin
- Kostio de War (1896–1986), französische Schauspielerin und Modeschöpferin, Gründerin des Modehauses Kostio de War
- Alexander Guchman (1897–1991), russischer Physiker und Hochschullehrer
- Abram Gurwitsch (1897–1962), sowjetischer Literaturwissenschaftler, Theaterkritiker und Schachkomponist
- Wladimir Dekanasow (1898–1953), sowjetischer Politiker und Diplomat
- Nahum Tschacbasov (1899–1984), US-amerikanischer Maler, Grafiker und Lehrer

## 20. Jahrhundert

### 1901 bis 1910

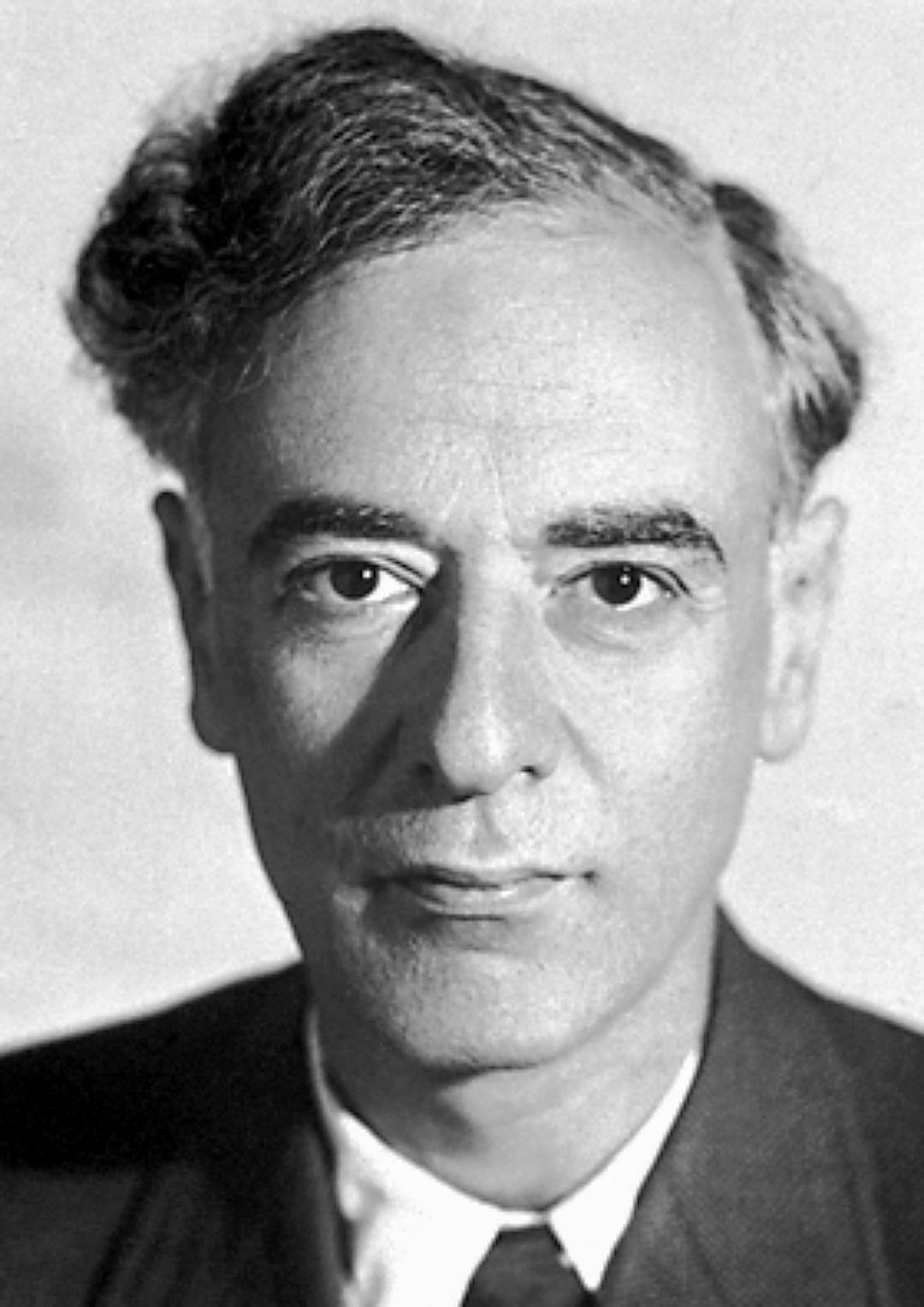
Lew Landau
(1908–1968)

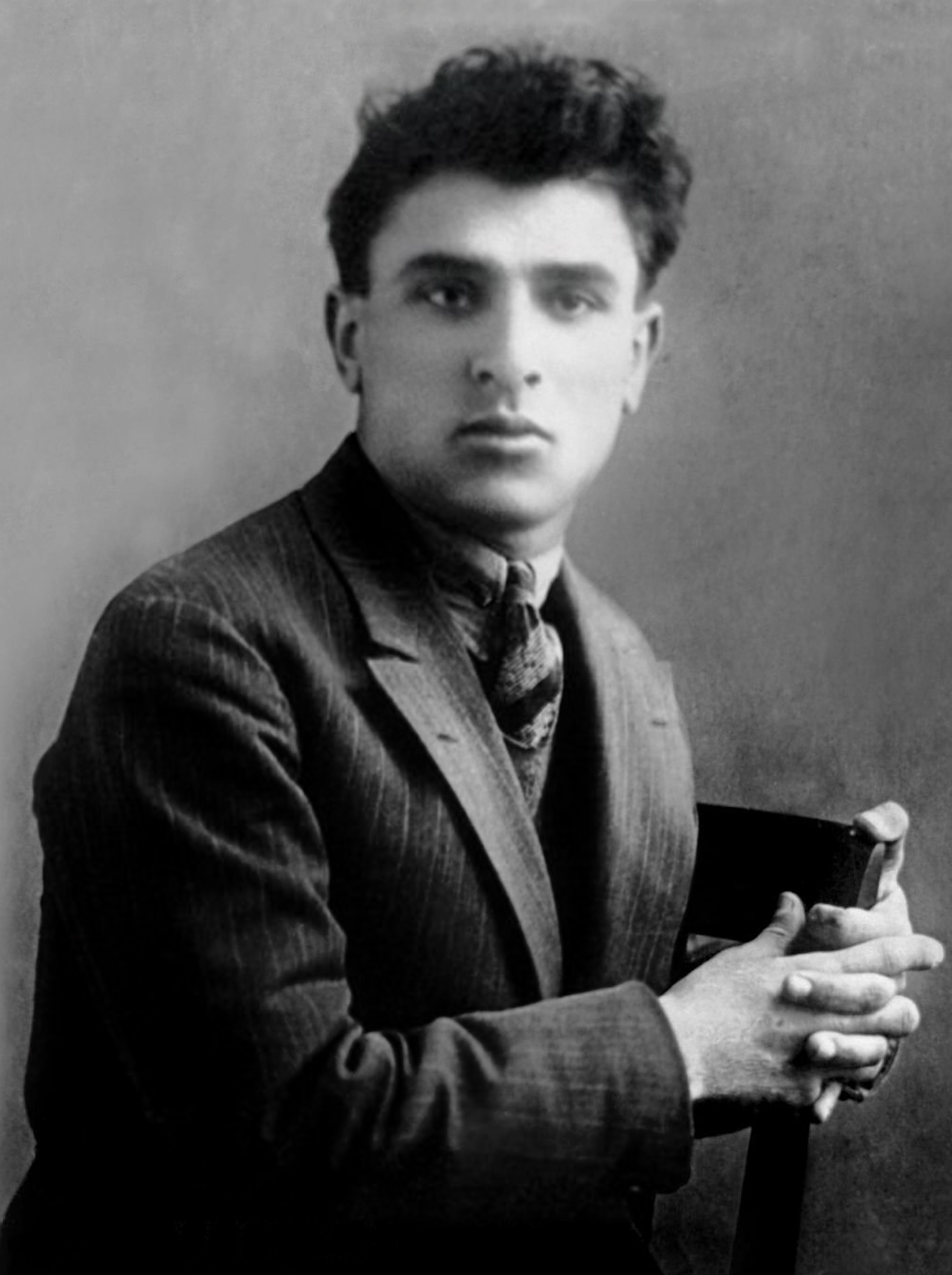
Mikayıl Müşfiq
(1908–1939)

- Nadeschda Allilujewa (1901–1932), zweite Ehefrau Josef Stalins
- Artemi Ajwasjan (1902–1975), sowjetischer Komponist, Dirigent und Cellist
- Tamara Dembo (1902–1993), US-amerikanische Gestaltpsychologin
- Sivar Mammadova (1902–1980), Bildhauerin
- Ewgeni Mikeladse (1903–1937), georgischer Dirigent
- Andreas Saks (1903–1983), russischer Dichter, Schriftsteller sowie Bühnenautor der deutschsprachigen Minderheit in der UdSSR
- Natallja Arsennewa (1903–1997), belarussische Lyrikerin, Dramatikerin, Librettistin und Übersetzerin
- Mirra Guchman (1904–1989), russische Linguistin, Germanistin und Hochschullehrerin
- Michail Gudkow (1904–1983), russischer Luftfahrtingenieur
- Banine, Umm-El-Banine Assadoulaeff (1905–1992), französische Schriftstellerin
- Essad Bey (1905–1942), deutschsprachiger Schriftsteller russischer Abstammung
- Mikayıl Useynov (1905–1992), Architekt und Architekturhistoriker
- Sara Aşurbəyli (1906–2001), Historikerin und Malerin
- Əfrasiyab Bədəlbəyli (1907–1976), Komponist, Dirigent, Musikwissenschaftler, Librettist und Publizist
- Lew Landau (1908–1968), sowjetischer Physiker und Nobelpreisträger
- Mikayıl Müşfiq (1908–1939), Dichter
- Samet Ağaoğlu (1909–1982), türkischer Politiker
- Max Black (1909–1988), US-amerikanischer Philosoph
- Leyla Məmmədbəyova (1909–1989), Pilotin
- İzzət Oruczadə (1909–1983), Filmschauspielerin und Chemikerin
- Saweli Feinberg (1910–1973), sowjetischer Physiker
- Dschamaleddin Magomajew (1910–1977), sowjetischer Politiker der Kommunistischen Partei der Sowjetunion (KPdSU)

### 1911 bis 1920

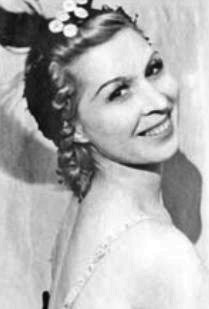
Qəmər Almaszadə
(1915–2006)

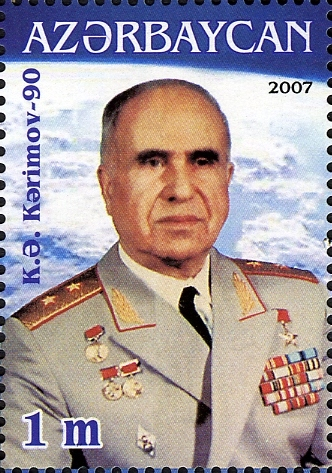
Karim Karimow
(1917–2003)

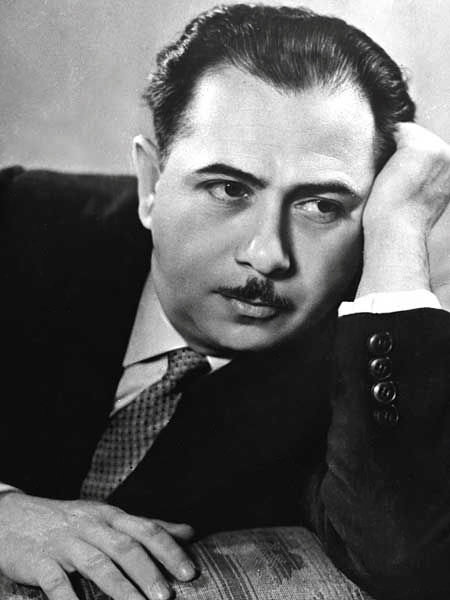
Tofiq Quliyev
(1917–2000)

- Norajr Grigorjan (1911–1994), sowjetisch-russischer Elektroingenieur und Seismiker
- Tamara Butajewa (1912–1998), sowjetisch-russische Architektin und Stadtplanerin
- Jewgeni Feinberg (1912–2005), russischer theoretischer Physiker
- Teresa Margulowa (1912–1994), russisch-sowjetische Kraftwerk- und Kerntechnik-Ingenieurin und Hochschullehrerin
- Ağası Məşədibəyov (1912–1984), Komponist, Dirigent und Musikpädagoge
- Sabit Orudschow (1912–1981), sowjetischer Staatsmann, Minister für Erdöl- und Gaswirtschaft der UdSSR
- Georgi Popow (1912–1974), sowjetischer Gewichtheber
- Ağabacı Rzayeva (1912–1975), Komponistin, Musikpädagogin und Politikerin
- Georges Candilis (1913–1995), griechischer Architekt und Stadtplaner
- Wiktor Chain (1914–2009), sowjetischer Geologe
- Hüseynağa Sadıqov (1914–1983), Schauspieler
- Qəmər Almaszadə (1915–2006), Ballerina und Ballettlehrerin
- Weronika Dudarowa (1916–2009), russische Dirigentin
- Galina Ganeker (1917–1988), sowjetische Hochspringerin
- Karim Karimow (1917–2003), Ingenieurwissenschaftler, sowjetischer Generalleutnant und Raumfahrtfunktionär
- Ənvər Əlixanov (1917–1992), sowjetischer kommunistischer Politiker
- Tofiq Quliyev (1917–2000), Pianist, Komponist, Musikpädagoge und Musikfunktionär
- Galina Urbanowitsch (1917–2011), russische Turnerin
- Qara Qarayev (1918–1982), Komponist
- Adil Gəray (1919–1973), Komponist, Tarspieler, Musikpädagoge und Dirigent
- Wladimir Rochlin (1919–1984), russischer Mathematiker
- Züleyxa Seyidməmmədova (1919–1999), Pilotin
- Alexander Nekritsch (1920–1993), sowjetischer Historiker
- Zecharia Sitchin (1920–2010), US-amerikanischer Bestsellerautor
- Elbert Tuganov (1920–2007), estnischer Animationsfilm-Regisseur

### 1921 bis 1930

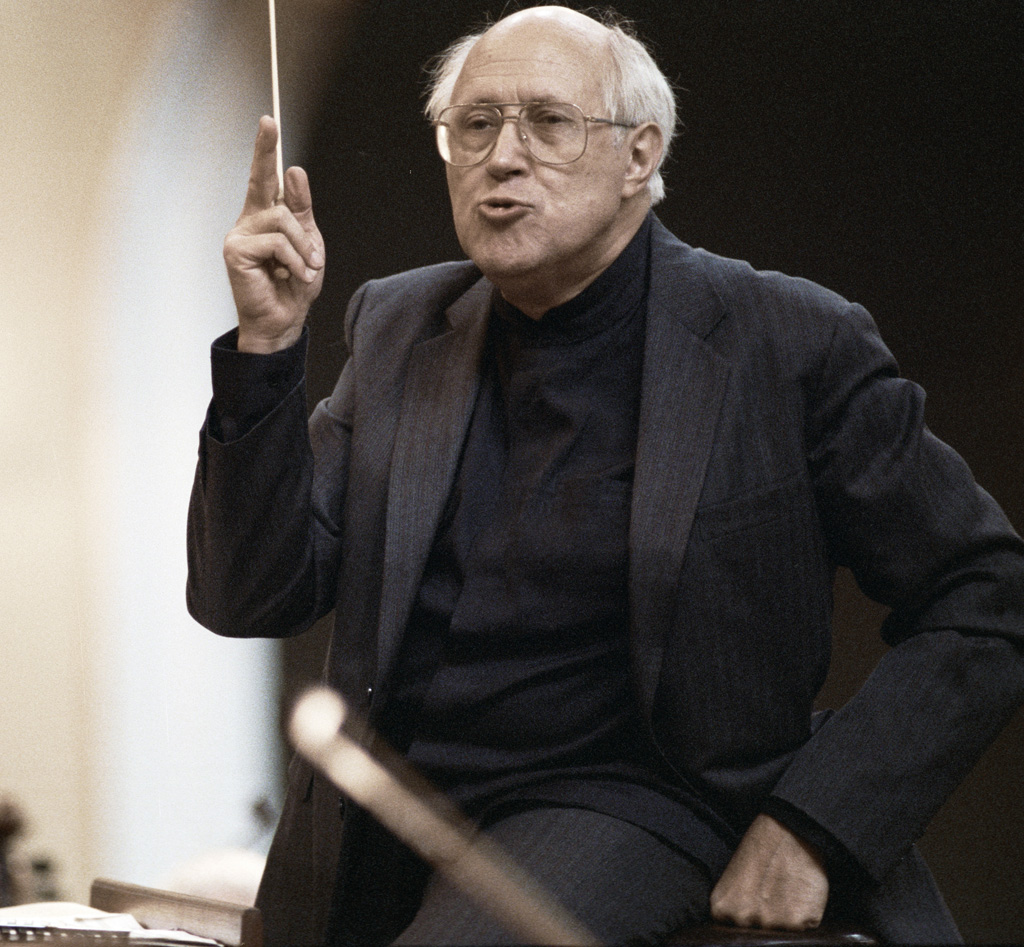
Mstislaw Rostropowitsch
(1927–2007)

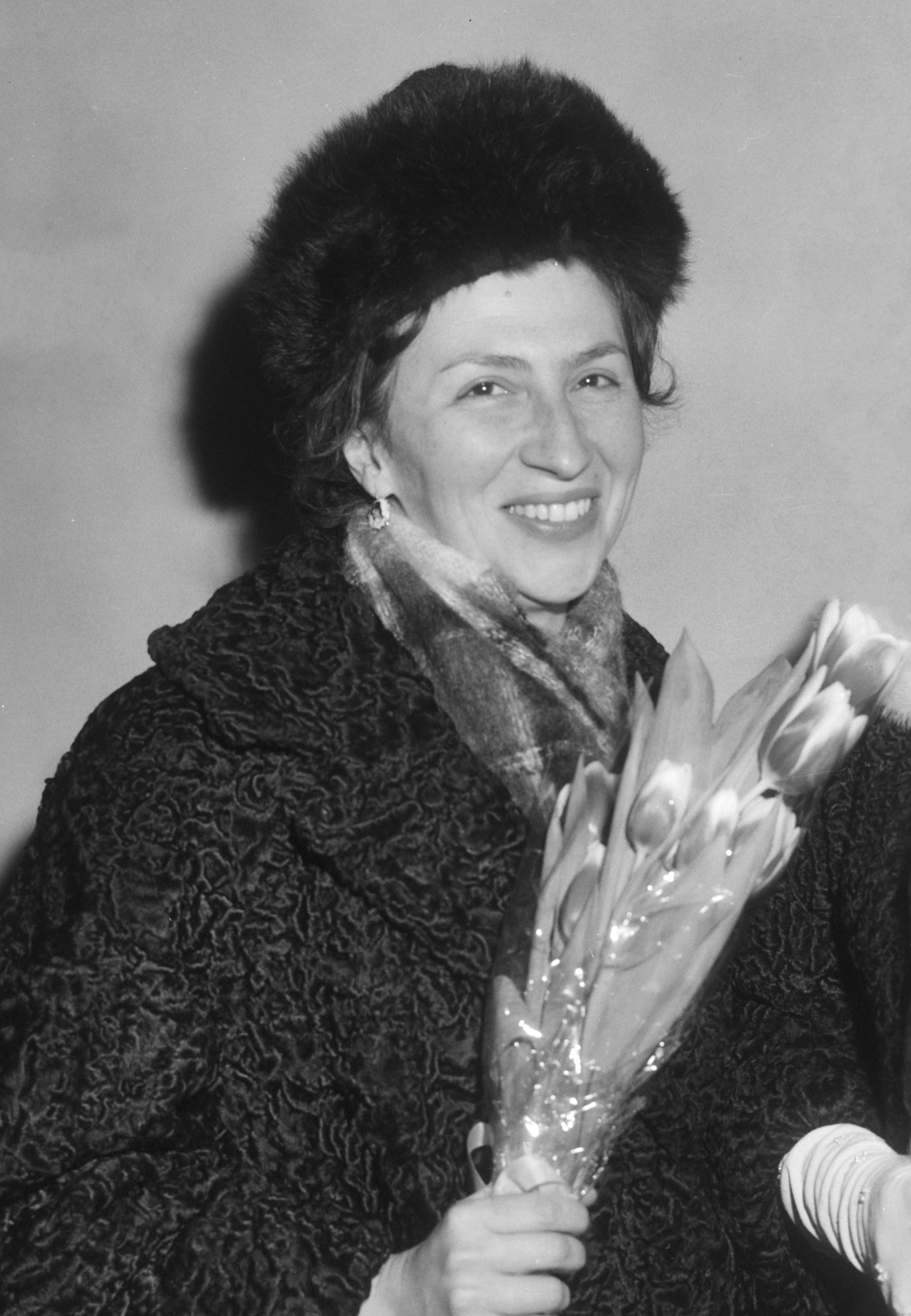
Bella Davidovich
(* 1928)

- Solomon Pikelner (1921–1975), sowjetischer Astrophysiker
- Lotfi Zadeh (1921–2017), US-amerikanischer Mathematiker, Informatiker, Elektroingenieur und Erfinder der Fuzzy-Mengenlehre und Fuzzylogik
- Rauf Hacıyev (1922–1995), Komponist
- Şövkət Ələkbərova (1922–1993), Sängerin
- Grigori Jastrbenezki (1923–2022), russischer Bildhauer
- Emanuel Sarkisyanz (1923–2015), deutscher Hochschullehrer
- Helen Popova Alderson (1924–1972), Mathematikerin, Übersetzerin und Hochschullehrerin
- Georgi Schachnasarow (1924–2001), sowjetischer Politologe
- Vəcihə Səmədova (1924–1965), Malerin
- Tofiq Bəhramov (1925–1993), Fußballschiedsrichter
- Şıxəli Qurbanov (1925–1967), Schriftsteller
- Togrul Schachtachtinski (1925–2010), Chemiker
- Wiktor Dumanjan (1926–2004), sowjetisch-russischer Bildhauer
- Mstislaw Rostropowitsch (1927–2007), russischer Cellist, Dirigent, Pianist, Komponist und Humanist
- Bella Davidovich (* 1928), US-amerikanische Pianistin
- Inna Lisnjanskaja (1928–2014), sowjetische bzw. russische Dichterin
- İbrahim Məmmədov (1928–1993), Komponist und Musikpädagoge
- Elmira Nəzirova (1928–2014), Komponistin
- Tahir Salahov (1928–2021), Maler
- Juri Konowalow (1929–2008), sowjetischer Sprinter
- Çingiz Sadıqov (1929–2017), aserbaidschanischer Pianist
- Awet Terterjan (1929–1994), armenischer Komponist
- Oqtay Zülfüqarov (1929–2016), Komponist
- Rada Biller (1930–2019), russische Wirtschaftsgeographin und deutsche Schriftstellerin
- Azər Rzayev (1930–2015), Komponist, Geiger und Musikpädagoge
- Witali Wulf (1930–2011), russischer Kulturhistoriker, Drehbuchautor, Übersetzer und TV-Moderator

### 1931 bis 1940

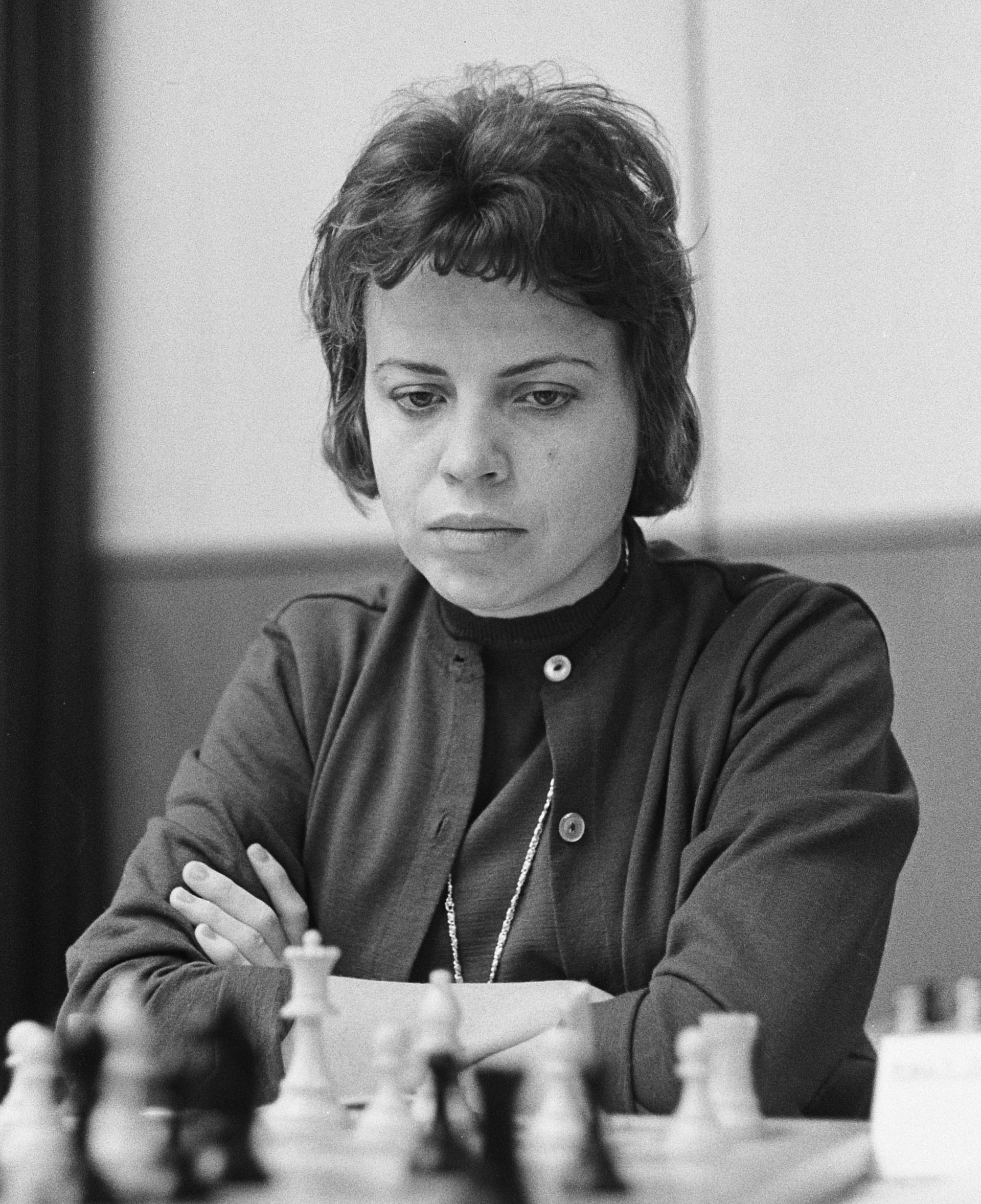
Tatjana Satulowskaja
(1935–2017)

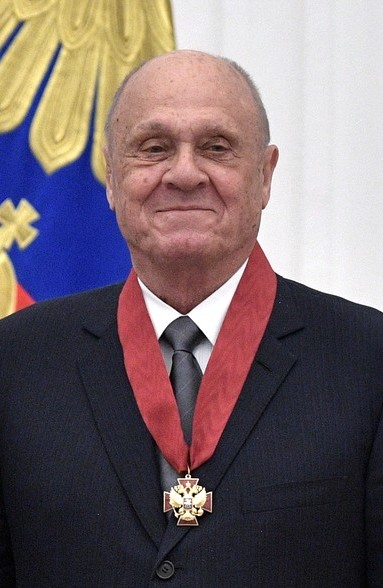
Wladimir Menschow
(1939–2021)

- Nicat Feyzullayev (1932–2001), Zoologe mit dem Fachgebiet der Helminthologie (parasitäre Würmer)
- Asa Rachmanowa (1932–2015), sowjetisch-russische Ärztin, Infektiologin, HIV-Expertin und Hochschullehrerin
- Boris Babajan (* 1933), armenischstämmiger Computerarchitekt
- Elmira Hüseynova (1933–1995), Bildhauerin und Malerin
- Arif Melikow (1933–2019), Komponist
- Adil Bəbirov (1934–2021), Komponist, Musikpädagoge, Toningenieur und Hochschullehrer
- Elmira Gafarova (1934–1993), Politikerin
- Vasif Adıgözəlov (1935–2006), Komponist und Musikpädagoge
- Alexander Burganow (* 1935), sowjetisch-russischer Bildhauer und Hochschullehrer
- Gari Gawrilow (1935–1999), sowjetisch-russischer Mathematiker, Kybernetiker und Hochschullehrer
- Maqsud Ibrahimbəyov (1935–2016), Schriftsteller, Dramatiker, Drehbuchautor und Politiker
- Xəyyam Mirzəzadə (1935–2018), Komponist und Musikpädagoge
- Oleg Peressypkin (* 1935), sowjetischer und russischer Botschafter
- Tatjana Satulowskaja (1935–2017), russische Schachspielerin
- Zeynəb Xanlarova (* 1936), Sängerin und Politikerin
- Akram Aylisli (* 1937), Schriftsteller und Abgeordneter
- Rafiq Babajew (1937–1994), Bandleader und Pianist
- Andrei Mirsabekow (1937–2003), russischer Molekularbiologe
- Emin Sabitoğlu (1937–2000), Komponist und Musikpädagoge
- Armais Sayadov (* 1937), sowjetisch-aserbaidschanischer Ringer
- Elmira Süleymanova (1937–2024), Chemikerin, Hochschullehrerin und Frauenrechtlerin
- Anar (* 1938), Schriftsteller
- Ayaz Mütəllibov (1938–2022), Politiker
- Təyyar Cəfərov (* 1939), Physiker
- Rüstəm İbrahimbəyov (1939–2022), Schriftsteller, Drehbuchautor und Filmproduzent
- Wladimir Menschow (1939–2021), russischer Schauspieler, Regisseur, Filmproduzent und Drehbuchautor
- Vaqif Mustafazadə (1940–1979), Komponist und Pianist
- Nərgiz Şəfiyeva (* 1940), Komponistin und Musikpädagogin

### 1941 bis 1950

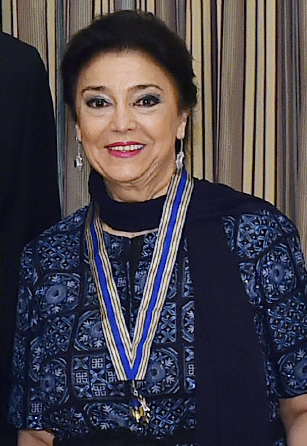
Fidan Gasimova
(* 1947)

- Flora Kerimova (* 1941), Sängerin und Volkskünstlerin
- Müslüm Maqomayev (1942–2008), Sänger
- Eduard Markarow (* 1942), armenischer Fußballspieler und -trainer
- Arif Aziz (* 1943), Maler
- Afaq Cəfərova (* 1943), Komponistin und Musikpädagogin
- Elçin Əfəndiyev (1943–2025), Schriftsteller, Professor und Politiker
- Fərəc Qarayev (* 1943), Komponist
- Wera Lantratowa (1944–2021), sowjetische Volleyballspielerin
- Arif Mirsojew (* 1944), Komponist, Organist und Pianist
- Inna Ryskal (* 1944), sowjetische Volleyballspielerin
- Əkpər Feyzullayev (* 1945), Geologe und Geochemiker
- Jewgeni Petrossjan (* 1945), russischer Komiker
- Alexander Iljitsch Rabinowitsch-Barakowski (* 1945), Pianist und Komponist
- Anatoli Banischewski (1946–1997), sowjetischer Fußballspieler und -trainer
- Hüseynağa Hadıyev (1946–1994), Sänger
- Arkadi Andreasjan (1947–2020), armenischer Fußballtrainer
- Firəngiz Əlizadə (* 1947), Pianistin und Komponistin
- Fidan Gasimova (* 1947), Opernsopranistin und Hochschullehrerin
- Waljanzin Jelisareu (* 1947), sowjetisch-weißrussischer Ballettmeister und Choreograph
- Akif Islamzade (* 1948), Sänger
- Rita Pogossowa (* 1948), russische Tischtennisspielerin und -trainerin
- Fuad Poladov (1948–2018), Theater- und Filmschauspieler
- Sevda İbrahimova (1939–2022), Komponistin und Pianistin
- Ljubow Runzo (* 1949), sowjetisch-russische Sprinterin
- Ağaxan Abdullayev (1950–2016), Mughamsänger und Musikpädagoge
- Wagit Alekperow (* 1950), russischer Unternehmer aserbaidschanischer Herkunft
- Fəxrəddin Dadaşov (* 1950), Kamantschespieler
- Rəna İsmayılova (* 1950), Organistin und Musikpädagogin
- Alexander Korneljuk (* 1950), sowjetischer Leichtathlet

### 1951 bis 1960
- Əşrəf Heybətov (* 1951), Künstler

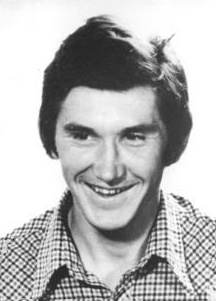
Alexander Awerin
(* 1954)

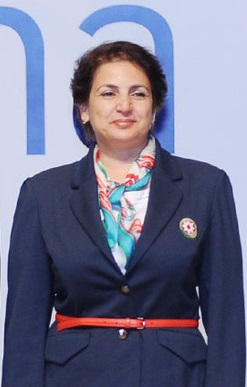
Irada Asumowa
(* 1958)

- Mussa Manarow (* 1951), sowjetischer Kosmonaut
- Elnarə Dadaşova (* 1952), Komponistin und Musikpädagogin
- Sara Abdullajewa (* 1953), sowjetische bzw. russische Film- und Literaturkritikerin
- Siawusch Gadjew (* 1953), Pianist und Musikpädagoge
- Gassan Gussejnow (* 1953), russischer Altphilologe, Kulturhistoriker, Schriftsteller und Hochschullehrer
- Georgi Poltawtschenko (* 1953), russischer Politiker und Gouverneur von Sankt Petersburg
- Swetlana Tatunz (* 1953), russische Ethnosoziologin, Konfliktforscherin
- Alexander Awerin (* 1954), sowjetischer Radrennfahrer
- Karinna Moskalenko (* 1954), armenisch-russische Rechtsanwältin für Menschenrechte
- Rena Schereschewskaja (* 1954), russische Pianistin und Klavierpädagogin
- Dmitri Sitkowetski (* 1954), russischer Violinist und Dirigent
- Larissa Dolina (* 1955), russische Sängerin und Schauspielerin
- Etibar Məmmədov (* 1955), Politiker
- Leyla Yunus (* 1955), Menschenrechtsaktivistin und Politikerin
- Alexander Beglow (* 1956), russischer Politiker
- Telman Ismailow (* 1956), aserbaidschanisch-russischer Unternehmer
- Eldar Mahmudov (* 1956), Politiker, Minister für Nationale Sicherheit
- Cəlal Abbasov (* 1957), Komponist
- Alexander Grigorjan (* 1957), armenischer Mathematiker
- Naila Mussajewa (* 1957), Informatikerin und Hochschullehrerin
- İsa Qəmbər (* 1957), Politiker
- Irada Asumowa (* 1958), Sportschützin
- Sergei Gasarow (* 1958), russischer Schauspieler, Filmproduzent, Theater- und Filmregisseur sowie Drehbuchautor
- Məcid Kərimov (* 1958), Politiker und Wissenschaftler
- Elmar Məhərrəmov (* 1958), Schachspieler
- Çingiz Abdullayev (* 1959), Schriftsteller
- Brilliant Dadaşova (* 1959 oder 1965), Popsängerin
- Salman Gambarov (* 1959), Jazzmusiker
- Əsgər Abdullayev (* 1960), Fußballspieler
- Andrei Alschan (* 1960), sowjetischer Säbelfechter
- Elmar Məmmədyarov (* 1960), Diplomat und Politiker
- Elshad Nassirov (* 1960), Unternehmer und Funktionär

### 1961 bis 1970

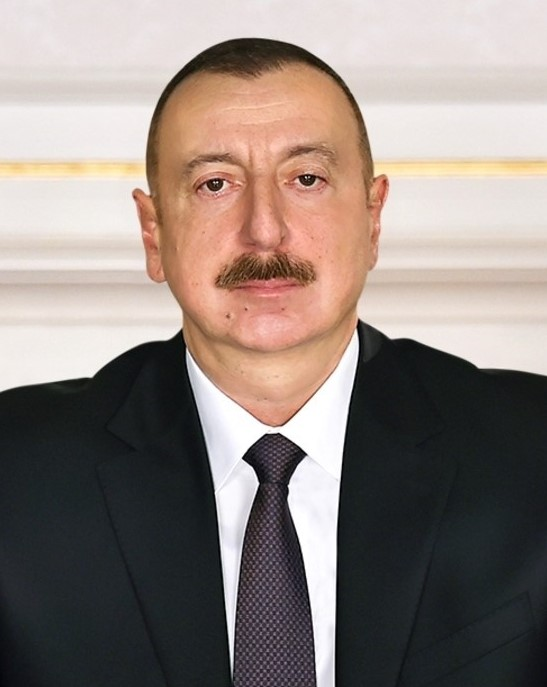
İlham Əliyev
(* 1961)

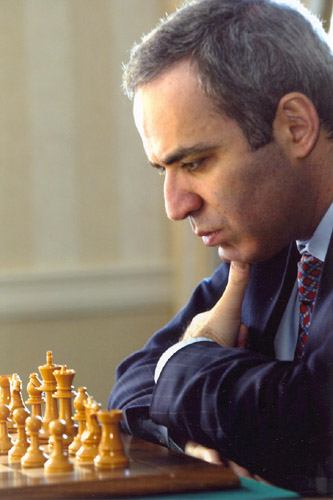
Garri Kasparow
(* 1963)

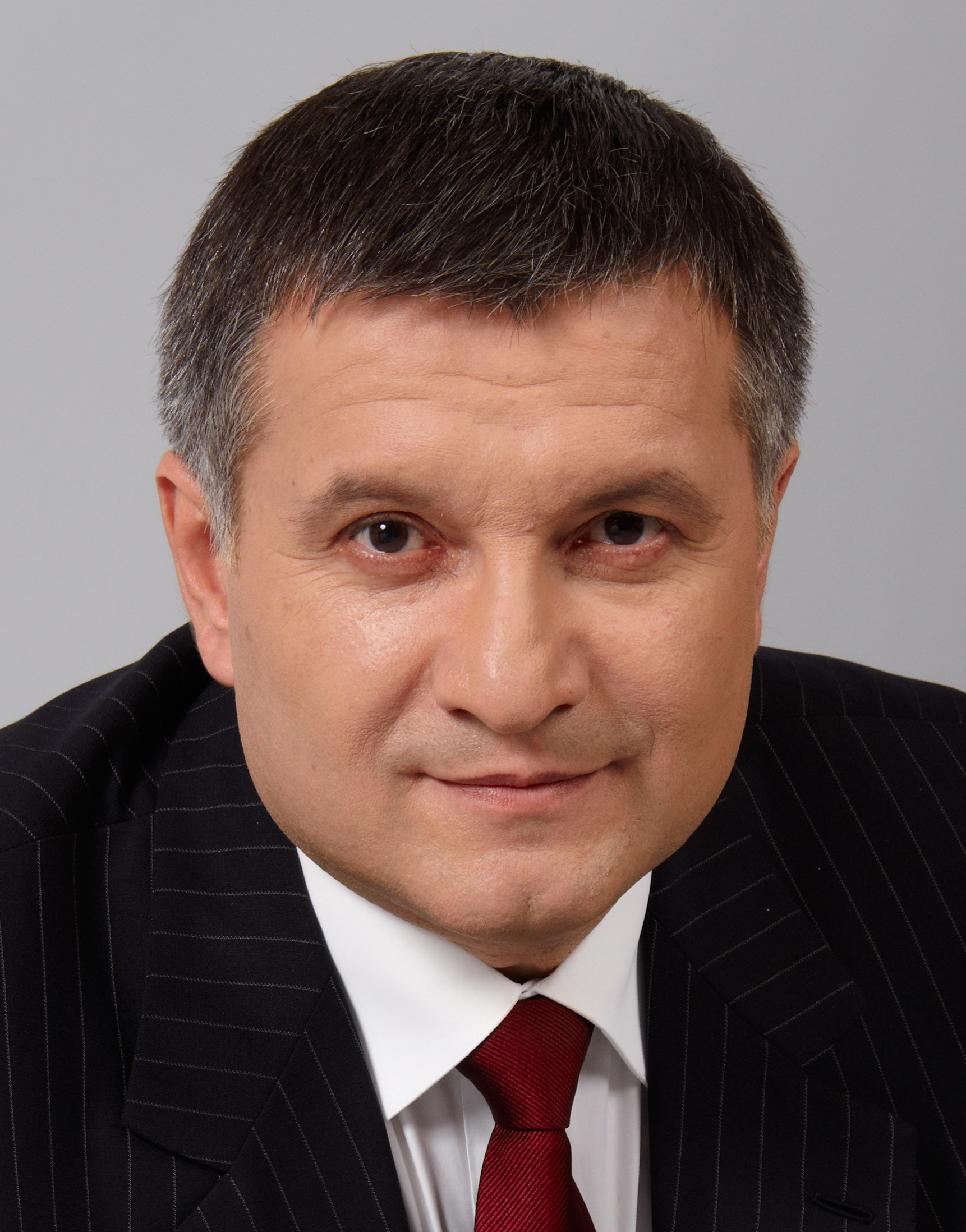
Arsen Awakow
(* 1964)

- İlham Əliyev (* 1961), Politiker, amtierender Präsident Aserbaidschans
- Salatın Əsgərova (1961–1991), Journalistin
- Boris Korezki (* 1961), Fechter
- Alexander Portnow (* 1961), sowjetisch-weißrussischer Wasserspringer, Olympiasieger 1980
- Igor Aschurbejli (* 1963), russischer Unternehmer und Raumwissenschaftler
- Garri Kasparow (* 1963), russischer Schachweltmeister und Schachbuchautor armenischer Herkunft, Gründer der russischen außerparlamentarischen Oppositionsbewegung „Solidarnost“
- Zemfira Meftachetdinowa (* 1963), Sportschützin und Olympiasiegerin
- Arsen Awakow (* 1964), ukrainischer Politiker
- Mehriban Əliyeva (* 1964), Politikerin, Vizepräsidentin Aserbaidschans seit 2017
- David Gazarov (* 1965), Jazzmusiker
- İlqar Məmmədov (* 1965), Fechter
- Marina Davydova (* 1966), Theaterwissenschaftlerin, Theaterkritikerin und Kulturmanagerin
- Amina Figarova (* 1966), Jazzmusikerin
- Rena Graf (* 1966), deutsche Schachspielerin
- Andrei Lugowoi (* 1966), Mitarbeiter des sowjetischen Geheimdienstes
- Petros Ovsepyan (* 1966), armenischer Komponist
- Andrei Dschamgarow (1967–2023), Theologe, Bischof der Evangelisch-Lutherischen Kirche Europäisches Russland (ELKER)
- Roman Babajan (* 1967), russisch-armenischer Journalist und Fernsehmoderator
- Albert Aqarunov (1969–1992), Militär, Starschina in der aserbaidschanischen Armee
- Waleri Belenki (* 1969), deutscher Kunstturner und Kunstturntrainer
- Nazim Hüseynov (* 1969), Judoka
- Tofiq Musayev (* 1969), Diplomat
- Aziza Mustafa Zadeh (* 1969), Komponistin, Pianistin und Sängerin
- Arzu Abdullayeva (* vor 1970), Friedens- und Menschenrechtsaktivistin
- Melikset Khachiyan (* 1970), Schachspieler und -trainer
- Stella Wartanjan (* 1970), Handballspielerin

### 1971 bis 1980
- Namig Abdullajew (* 1971), Ringer
- Tərlan Əhmədov (* 1971), Fußballspieler

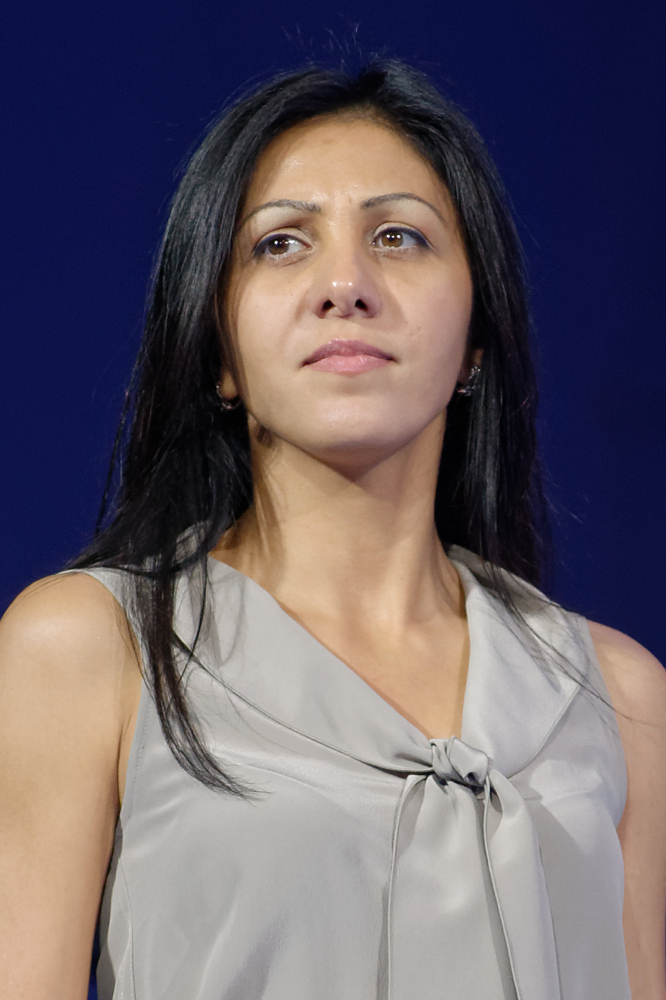
Karina Asnawurjan
(* 1974)

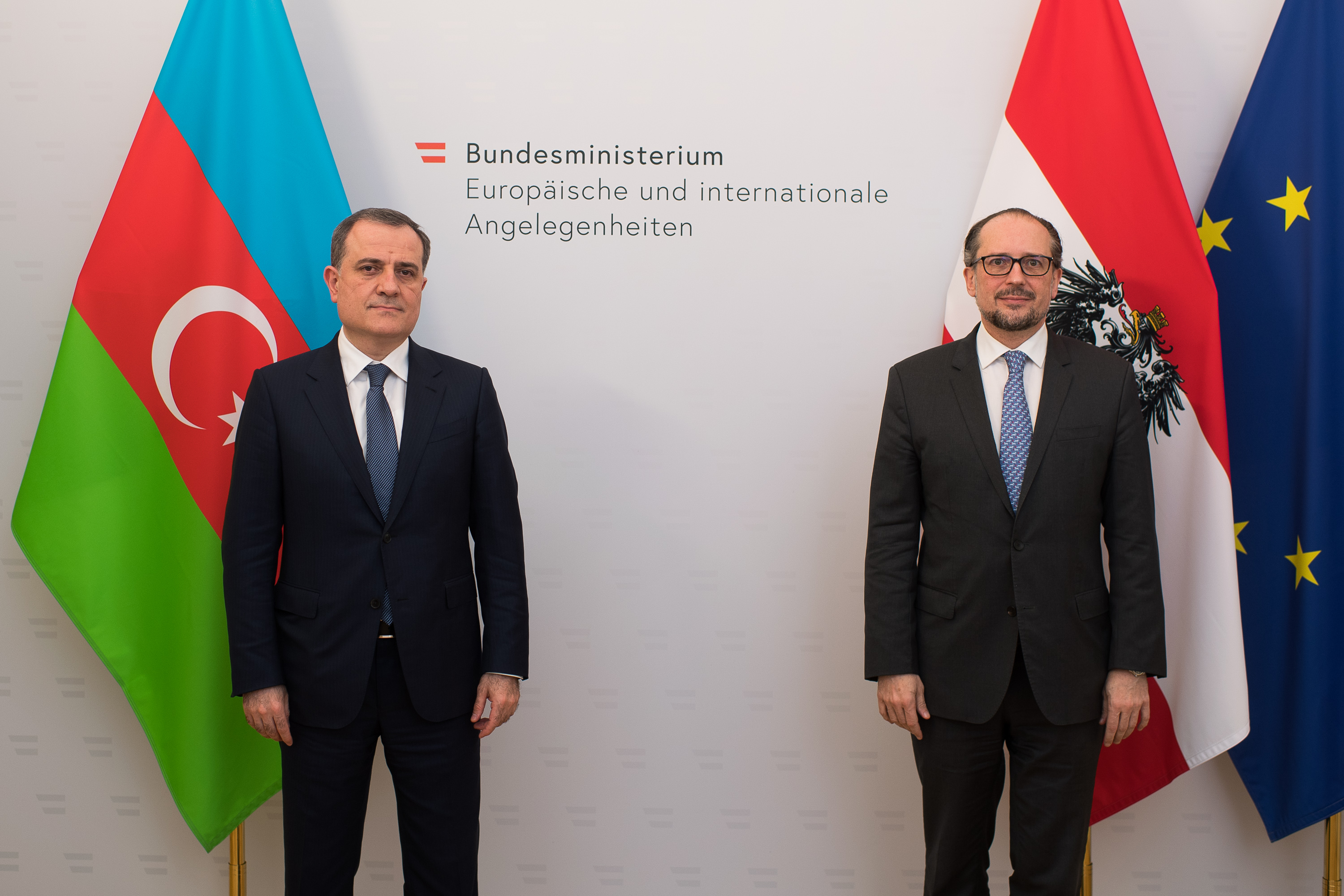
Jeyhun Bayramov
(* 1975)

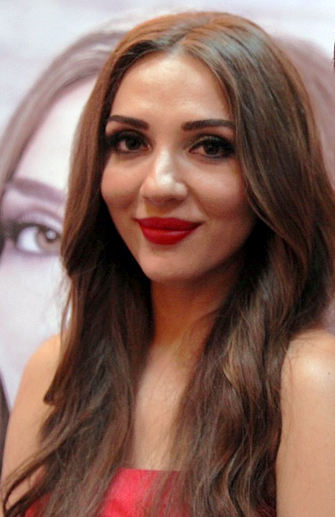
Səbinə Babayeva
(* 1979)

- Wladimir Hakobjan (* 1971), armenischer Schachgroßmeister
- Aygün Kazımova (* 1971), Sängerin und Komponistin
- Wugar Nariman ogly Orudschow (* 1971), sowjetischer, weißrussischer bzw. russischer Ringer
- Andrei Kusmenko (* 1972), russischer Generalleutnant
- Swetlana Mosgowaja (* 1972), russische Handballspielerin
- Aschot Nadanjan (* 1972), armenischer Schachspieler und -trainer
- Ilgar Ibrahimoglu (* 1973), schiitischer Mullah
- Aslan Kərimov (* 1973), Fußballspieler
- Isabel dos Santos (* 1973), angolanische Investorin
- Karina Asnawurjan (* 1974), russische Degenfechterin
- Jeyhun Bayramov (* 1975), Jurist und Diplomat
- Humay Əfəndiyeva (* 1975), Juristin
- Natiq Şirinov (* 1975), Trommler
- Xədicə İsmayılova (* 1976), Journalistin
- Anna Melikjan (* 1976), armenisch-russische Filmregisseurin und -produzentin
- Azər Hacıyev (* 1977), Billardspieler
- İnam Kərimov (* 1977), Politiker
- Anna Karina Mosmann (* 1977), deutsche Tänzerin
- Emil Sutovsky (* 1977), israelischer Schachmeister
- Elina Danieljan (* 1978), armenische Schachspielerin
- Emir Hüseynov (* 1978), Billardspieler
- Anna Astvatsaturian Turcotte (* 1978), US-amerikanische Autorin
- Fərid Abbasov (* 1979), Schachspieler und -trainer
- Emin Ağalarov (* 1979), Sänger
- Səbinə Babayeva (* 1979), Sängerin
- Henry David (* 1979), israelischer Schauspieler
- Karolina Petrossian (* 1979), deutsche Schauspielerin
- Nigar Camal (* 1980), Sängerin
- Samir Cavadzadə (* 1980), Sänger
- Vüsal Hüseynov (* 1980), Politiker
- Ağası Məmmədov (* 1980), Boxer
- Seyran (* 1980), Singer-Songwriter

### 1981 bis 1990

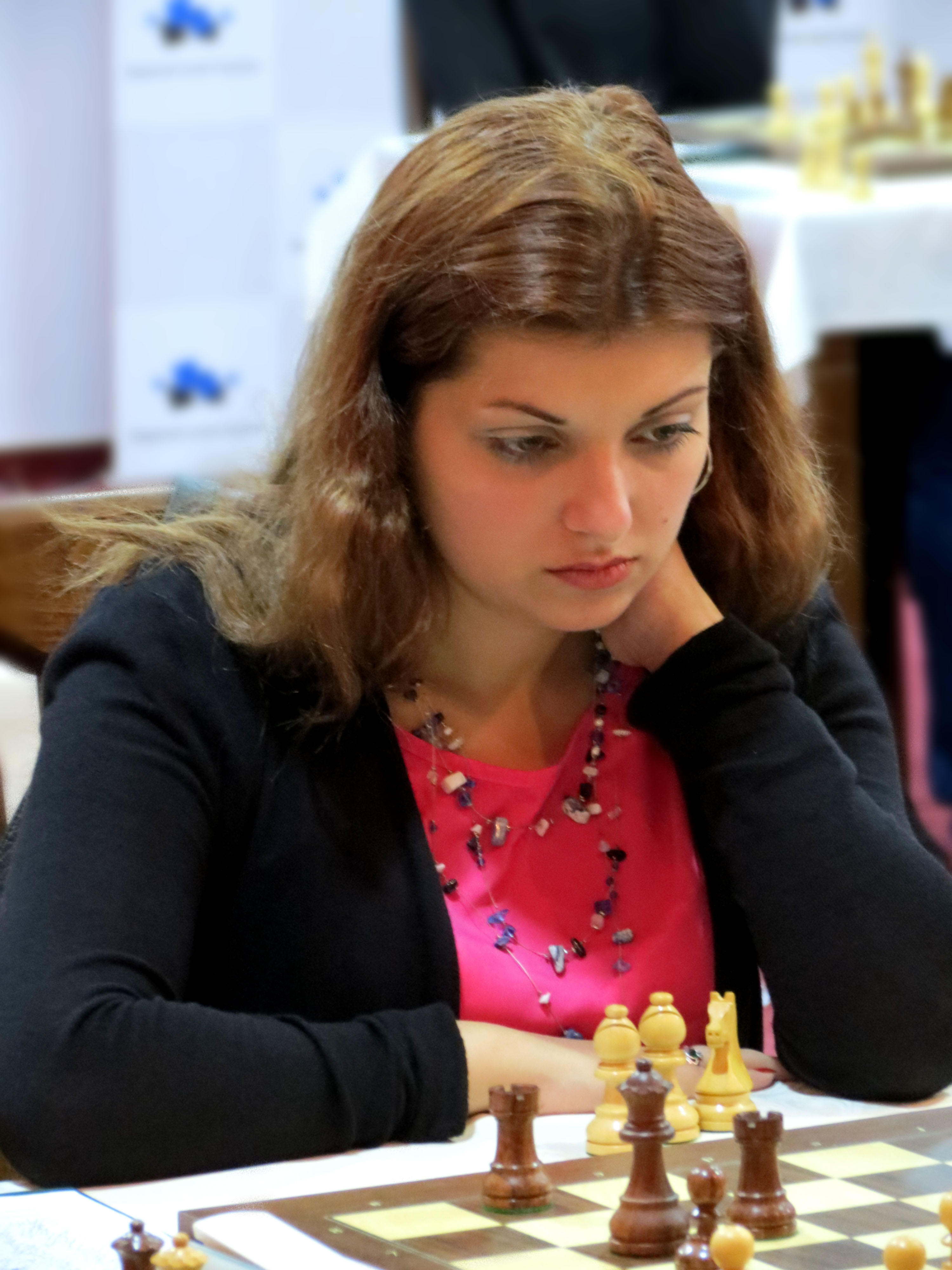
Jewhenija Doluchanowa
(* 1984)

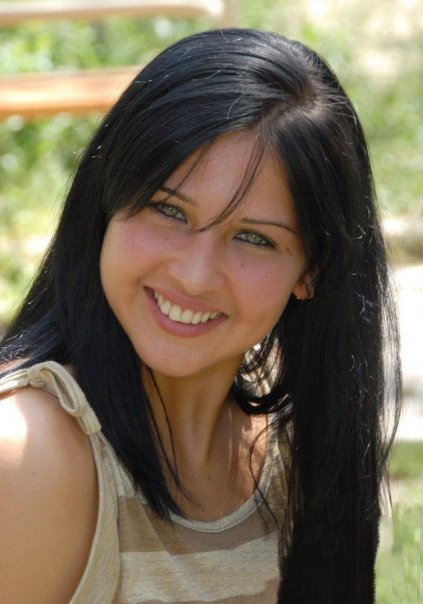
Valeriya Korotenko
(* 1984)

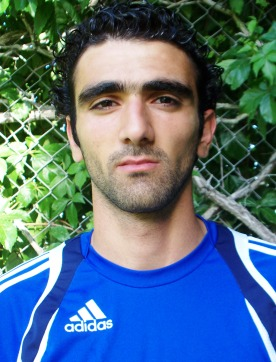
Vaqif Cavadov
(* 1989)

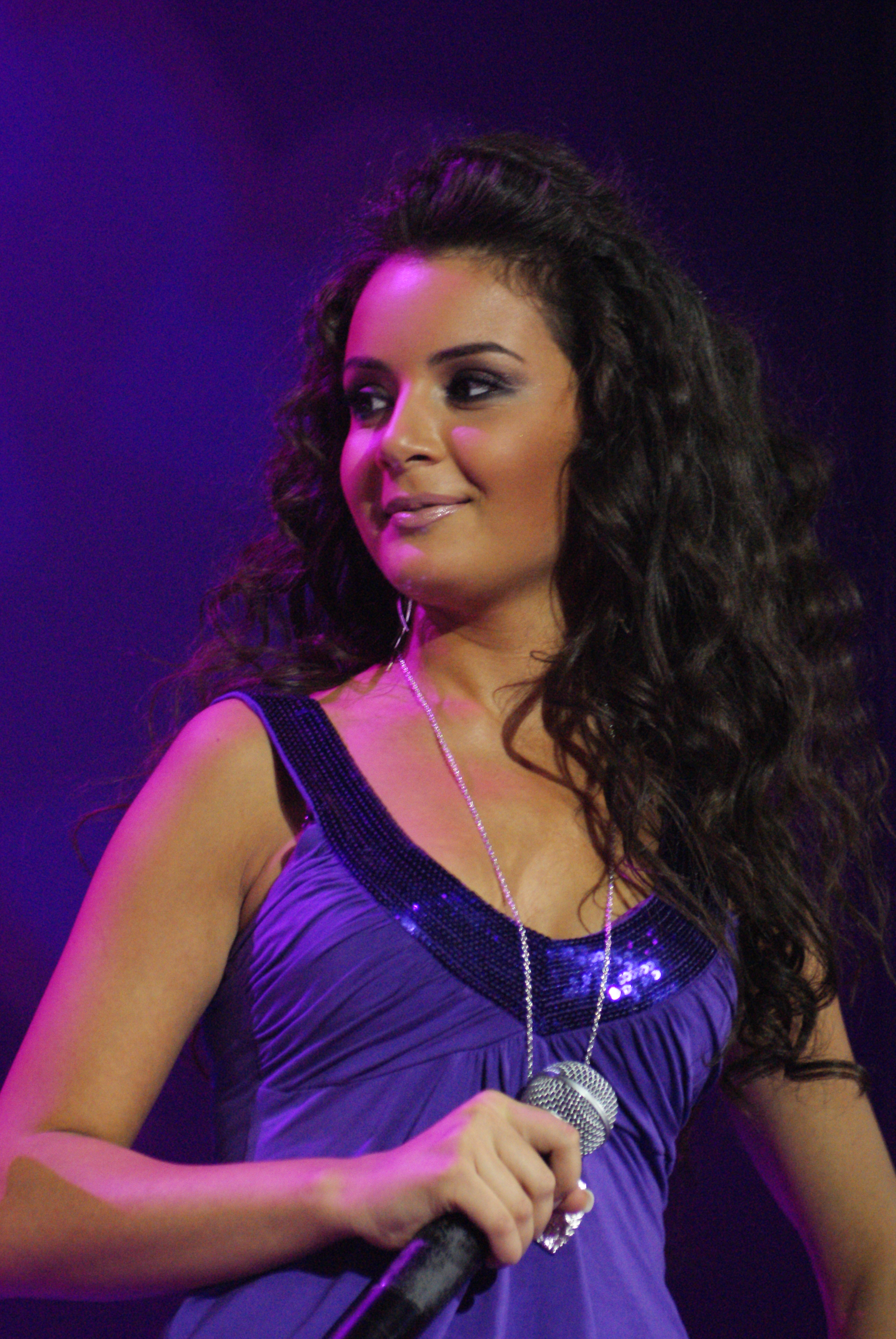
Aysel Teymurzadə
(* 1989)

- Sabina Akhmedowa (* 1981), russische Schauspielerin
- Rəşad Babayev (* 1981), Schachspieler
- Rəsul İbrahimov (* 1981), Schachspieler
- Artur Gabrieljan (* 1982), russischer Schachspieler armenischer Herkunft
- Fərid Mansurov (* 1982), Ringer
- Rəşad Sadıqov (* 1982), Fußballspieler
- Elchin Shirinov (* 1982), Jazzmusiker
- David Hajrapetjan (* 1983), russischer Boxer armenischer Herkunft
- Namiq Sevdimov (* 1983), Ringer
- Jewhenija Doluchanowa (* 1984), ukrainisch-armenische Schachspielerin
- Olga Grjasnowa (* 1984), deutsche Schriftstellerin russischer Herkunft
- Dilarə Kazımova (* 1984), Sängerin und Schauspielerin
- Valeriya Korotenko (* 1984), Volleyballspielerin
- Əyyub Quliyev (* 1984), Dirigent
- Sərdar Həsənov (* 1985), Gewichtheber
- Elmar Imanov (* 1985), Schauspieler, Drehbuchautor und Regisseur
- Arif İsayev (* 1985), Fußballspieler
- Rail Məlikov (* 1985), Fußballspieler
- Seymur Məmmədov (* 1985), Billardspieler
- İntiqam Zairov (* 1985), Gewichtheber
- Emin Əhmədov (* 1986), Ringer
- Leyla Əliyeva (* 1986), Fernsehmoderatorin
- Vüqar Həşimov (1986–2014), Schachspieler
- Dina Kagramanov (* 1986), kanadische Schachspielerin
- Fərid Quliyev (* 1986), Fußballspieler
- Nicat Rəhimov (* 1986), Schauspieler und Fernsehmoderator
- Wugar Ragimow (* 1986), ukrainischer Ringer
- Fidan Aghayeva-Edler (* 1987), Pianistin
- Rövşən Bayramov (* 1987), Ringer
- Artem Dalakjan (* 1987), ukrainischer Boxer
- Ramin Hacıyev (* 1987), Unternehmer und Pokerspieler
- Jura Mowsisjan (* 1987), armenisch-amerikanischer Fußballspieler
- Teymur Rəcəbov (* 1987), Schachspieler
- Javid Samadov (* 1987), Bariton
- Diana Arutjunowa (* 1988), ukrainische Schachspielerin
- Sona Əhmədli (* 1988), Ringerin
- Elnur Məmmədli (* 1988), Judoka
- Rauf Məmmədov (* 1988), Schachspieler
- Sergei Petrossjan (1988–2017), russischer Gewichtheber armenischer Herkunft
- Aisel (* 1989), Sängerin
- Arəstə Baxışova (1989–2020), Militärsanitäterin und Feldwebel im Krieg um Bergkarabach 2020
- Vaqif Cavadov (* 1989), Fußballspieler
- Maksim Medvedev (* 1989), Fußballspieler
- Eldar Qasımov (* 1989), Sänger
- Aysel Teymurzadə (* 1989), Popsängerin
- İlkin Dövlətov (* 1990), Mughamsänger
- Ramil Guliyev (* 1990), Sprinter aserbaidschanischer Herkunft, der seit 2011 für die Türkei startet
- Jiloan Hamad (* 1990), schwedischer Fußballspieler
- Cəbrayıl Həsənov (* 1990), Ringer

### 1991 bis 2000

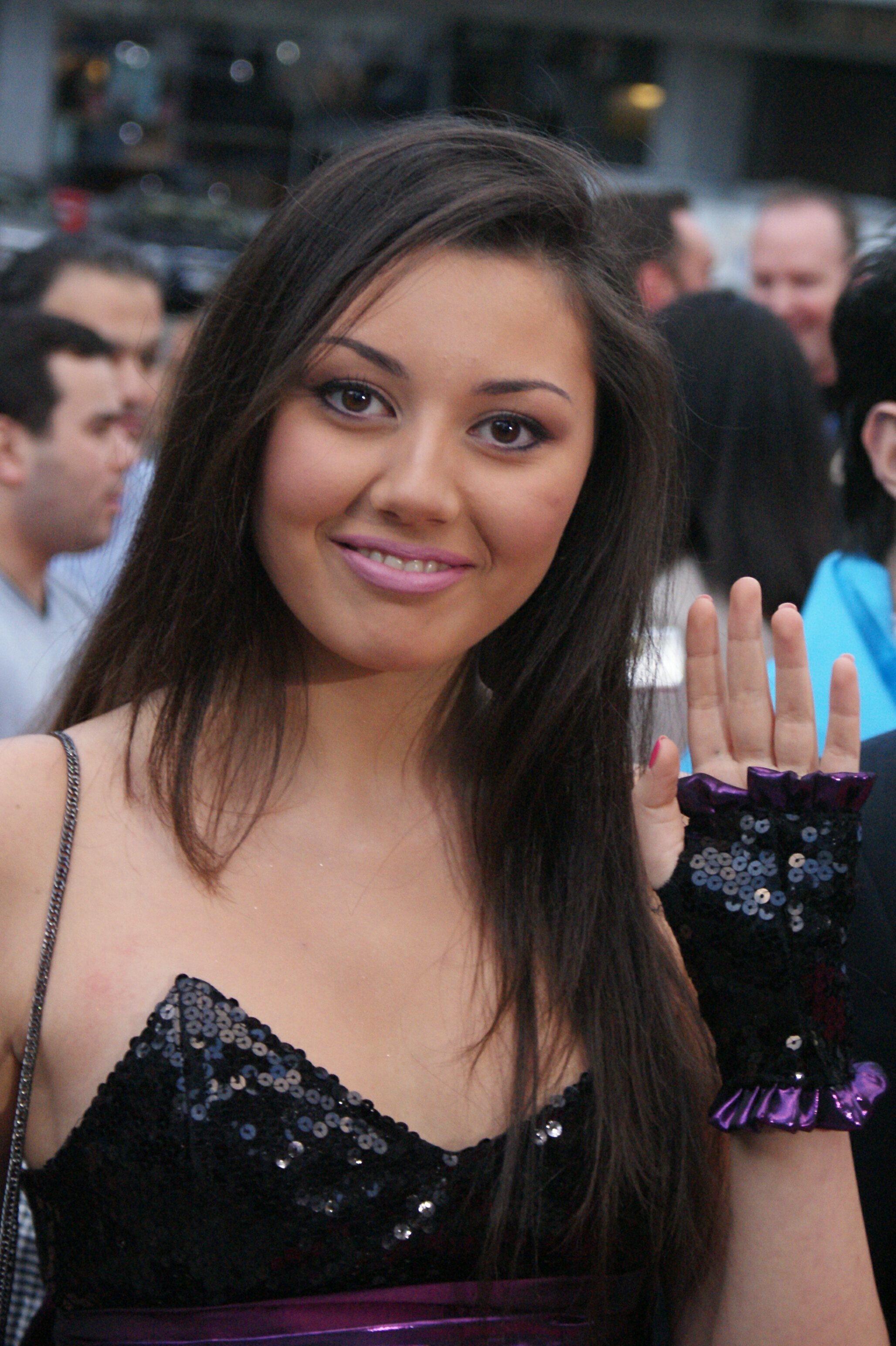
Safura
(* 1992)

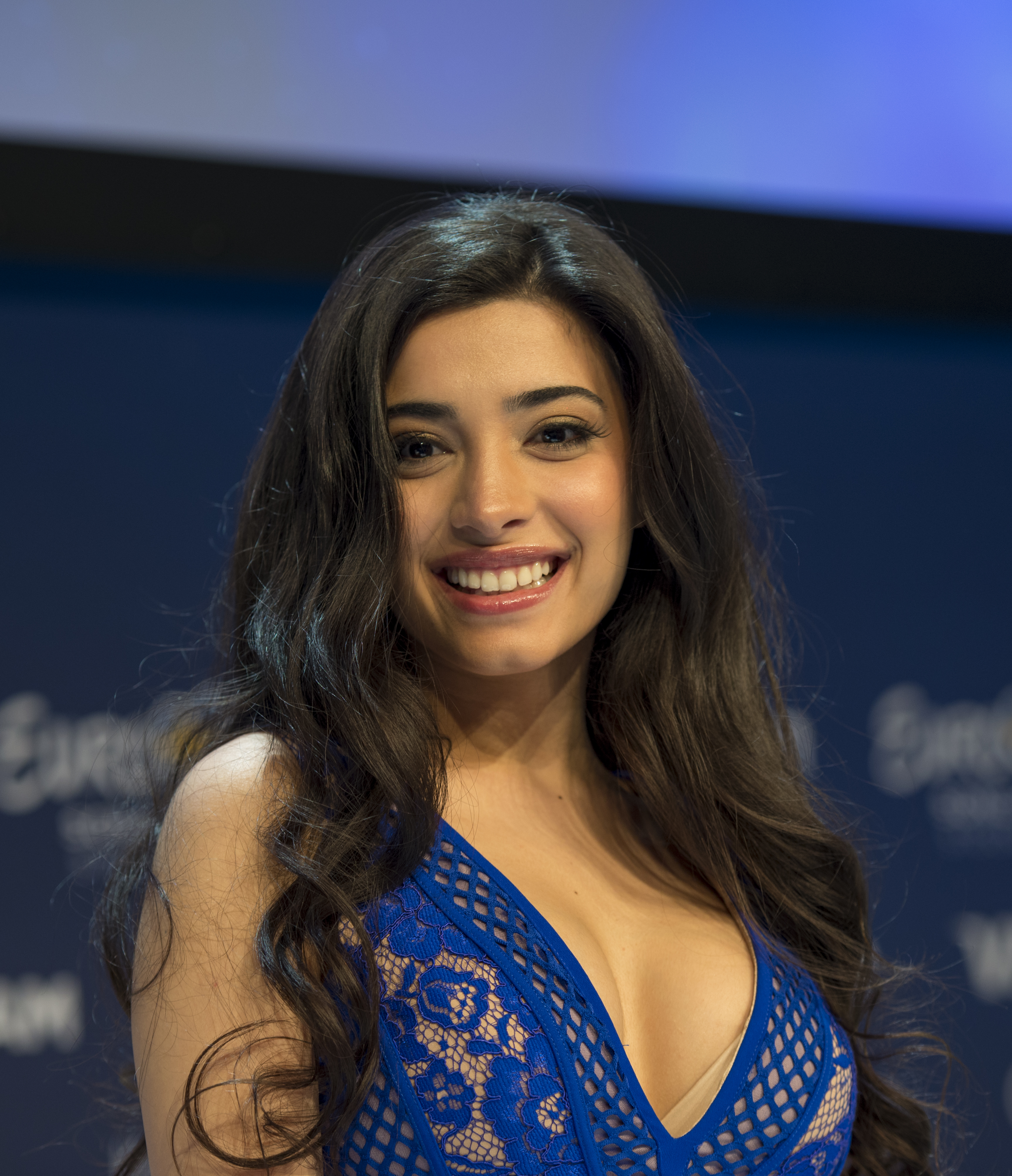
Səmra Rəhimli
(* 1994)

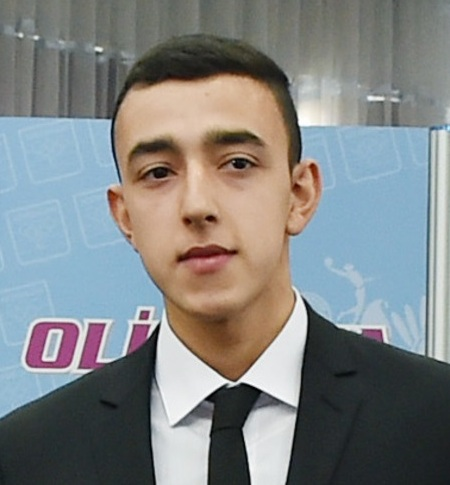
Nazim Babayev
(* 1997)

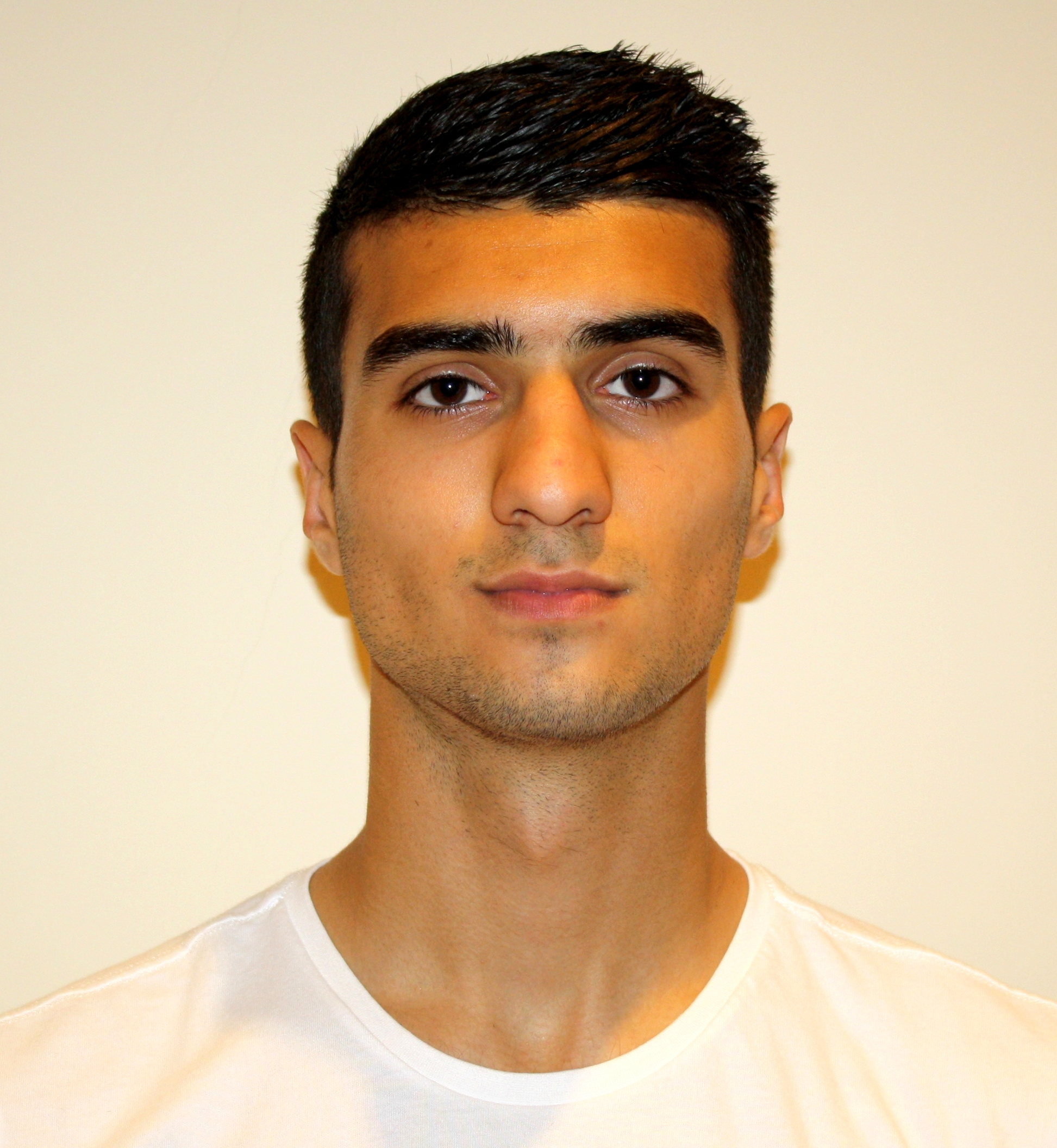
Mahir Emreli
(* 1997)

- Irada Aliyeva (* 1991), paralympische Leichtathletin
- Vüqar Əsədli (* 1991), Schachspieler
- Rufat Dadashov (* 1991), Fußballspieler
- Samirə Əfəndiyeva (* 1991), Sängerin
- Elchin Masiyev (* 1991), Fußballschiedsrichter
- Fərid Məmmədov (* 1991), Popsänger
- Cavid Çələbiyev (* 1992), Boxer
- Etibar Əsədli (* 1992), Pianist
- Amit Quluzadə (* 1992), Fußballspieler
- Safura (* 1992), Sängerin
- Eltac Səfərli (* 1992), Schachspieler
- Məmmədəli Mehdiyev (* 1993), Judoka
- Teymur Məmmədov (* 1993), Boxer
- Məmmədəli Mehdiyev (* 1993), Judoka
- Nischat Rachimow (* 1993), kasachischer Gewichtheber aserbaidschanischer Herkunft
- Sura İskenderli (* 1994), türkische Popsängerin und Songwriterin
- Səmra Rəhimli (* 1994), Sängerin
- Nicat Abasov (* 1995), Schachspieler
- Ülvi Bacarani (* 1995), Schachspieler
- Fahree (* 1995), Sänger
- Yekaterina Sarıyeva (* 1995), Leichtathletin
- Nahide Babashli (* 1996), Sängerin, Songwriterin
- Nazim Babayev (* 1997), Leichtathlet
- Mahir Emreli (* 1997), Fußballspieler
- Bəhlul Mustafazadə (* 1997), Fußballspieler
- Balabəy Ağayev (* 1998), Judoka
- Kamran Əliyev (* 1998), aserbaidschanisch-russischer Fußballspieler
- Kəramət Hüseynov (* 1998), Judoka

## 21. Jahrhundert
- Zöhrə Ağamirova (* 2001), Kunstturnerin
- Aydın Süleymanlı (* 2005), Schachspieler